# Jesse Neal
Jesse Neal (Orlando, 10 de agosto de 1980) é um lutador de wrestling profissional norte-americano e ex-militar. Trabalhou na Total Nonstop Action Wrestling. Foi treinado na The Team 3D Academy of Professional Wrestling and Sports Entertainment.

## Carreira
- Treinamento na The Team 3D Academy of Professional Wrestling and Sports Entertainment (2007)
- Total Nonstop Action Wrestling (2009-2011)
  - Estreia (2009)[2]
  - Aliança com Team 3D (2009–2010)[2]
  - Ink Inc. (2010–2011)[4]

## No wrestling
- Finishing moves
  - Spear[2]
- Signature moves
  - Overhead belly to belly suplex
  - Overhead gutwrench caindo para um inverted shoulderbreaker[5]
  - Samoan drop[6]
- Com Shannon Moore
  - Samoan drop (Neal) / Mooregasm (Moore) combinação[6]
- Managers
  - Toxxin
- Apelidos
  - "The American Hero"[1]
- Tema de entrada
  - "Tattooed Attitude" por Shannon Moore e Dale Oliver[7][8]